# Trol (brinquedos)
A Indústria de Brinquedos Trol foi uma importante fábrica de brinquedos do Brasil, responsável pela criação de vários itens, como a boneca Pierina, lançada no início dos anos 1960 , e pela introdução no país de brinquedos como o Playmobil, desenvolvido na Alemanha por Hans Beck, em 1974. O Playmobil foi lançado no Brasil em 1976, tendo sido fabricado até o início dos anos 1990. Outro exemplo de brinquedo inovador foi o TCR.
Fabricou caixas plásticas para rádios de pilha sob encomenda da Philips do Brasil assim como gabinetes de computadores da linha TK como o TK 85, TK-90x, TK 95 e TK 2000 da Microdigital Eletrônica.
Dilson Funaro, Ministro da Economia do governo Sarney nos anos 1980 era seu proprietário. No início dos anos 1990, logo após o falecimento de Funaro, a empresa encerrou suas atividades.

## História
A indústria de brinquedos Trol inicia como  uma pequena fábrica de botões na garagem da casa de Ralph Rosenberg, oriundo de Berlim, que chegou ao Brasil em 1935, fugindo da Alemanha de Hitler. Em 1939, ele transforma a instalação caseira na Trol S.A. Indústria e Comércio.
Era praticamente inexistente a concorrência no mercado de plásticos na época e com isso a Trol vivencia seu rápido crescimento e expansão. Na década de 1960, a Trol já tinha sua produção segmentada em três grandes setores: peças industriais sob encomenda, plástico para utensílios domésticos e brinquedos.
Em 1967, após fusão com a CIBRAP (Companhia Brasileira de Peças Industriais S.A.), passa o comando de direção para o dono da CIBRAP, Dilson Funaro.
O crescimento continua e é construído um parque industrial de 108 mil metros quadrados próximo à Via Anchieta na cidade de São Paulo em 1969 e na década de 1980, seu capital já era doze vezes maior que em 1974. 
Entre os anos de 1985 e 1987, Dilson Funaro assume cargos públicos e afasta-se da empresa. A nova direção encontra dificuldades em administrar o conglomerado de filiais e sociedades paralelas (Trol S.A. Indústria e Comércio (Matriz), Trol Brinquedos da Amazônia S.A, Trol Mecânica S.A., Trol Amazonas S.A., Politrol da Amazônia S.A., Trol Indústria, Comércio e Representações Ltda, Trol Brinquedos S.A. Indústria e Comércio,  Politrol S.A. Indústria e Comércio) e em 1989, após a morte de Dilson Funaro, a empresa já enfrentava uma situação delicada. Em 1993, é decretada a falência.

## Produtos
Nos primeiros anos de sua fundação, produzia apenas botões, pentes e bijuterias. Depois quando já estava dividida em três setores, para o segmento da linha industrial, fabricava componentes plásticos para geladeiras, televisores, rádios e fornecia à outras empresas. Já no segmento de utilidades domésticas, oferecia baldes, lancheiras, o famoso "Lavarrôz" , saboneteiras, entre outros. Com relação ao segmento de brinquedos, oferecia bichinhos em polietileno, minimóveis de bonecas, a boneca Pierina (de 1962).
A linha de brinquedos era variada, em seu catálogo constava ainda miniaturas, jogos de tabuleiro, triciclos como o Velotrol, itens da linha da Turma da Mônica, etc . 
Um dos grandes sucessos da empresa foi o Playmobil, desenvolvido por Hans Beck na Alemanha e  lançado no Brasil em outubro de 1976. A Trol conseguiu a licença exclusiva e o brinquedo tornou-se o carro-chefe da empresa .
Também teve sucesso seu autorama TCR que permitia ultrapassagens com mudança de pista. 

## Teatrinho Trol
Criado em 1956 na TV Tupi do Rio de Janeiro pelo diretor e ator Fábio Sabag, o programa infantil "Teatrinho Trol" apresentava adaptações de obras de autores como Monteiro Lobato, Maria Clara Machado, entre outros. Era patrocinado pela empresa Trol e ficou no ar por dez anos.
O programa teve participação de um elenco de peso, Norma Blum representou a princesa durante muito tempo até ser substituída por Neyde Aparecida e por Íris Bruzzi. Já a bruxa malvada teve Fernanda Montenegro e logo depois, o posto foi assumido Zilka Salaberry, transformando na grande estrela da atração. Os outros personagens contaram também com Carmem Silvia Murgel, Paulo Padilha, Sérgio Viotti, Cláudio Correa e Castro,  Antonio Patino, Nair Amorim, Cláudio Cavalcanti, Oscar Felipe, Antonio Ganzarolli, Othon Bastos, Estelita Bell, Edson Silva e os próprios Fábio Sabag e Moacyr Deriquém. Ainda criança, Christiane Torloni também participou do programa.